# Catonephele eupalemaena
Catonephele eupalemaena är en fjärilsart som beskrevs av Jacob Hübner 1819. Catonephele eupalemaena ingår i släktet Catonephele och familjen praktfjärilar. Inga underarter finns listade i Catalogue of Life.